# Anne Etchegoyen
Anne Etchegoyen Iturriria —grafía en euskera: Anne Etxegoien— (Saint-Palais, 1980) es una cantante y compositora vascofrancesa. 

## Trayectoria
Nació en el País Vasco francés. Su madre, de Errazu, un pueblo del Valle del Baztán, la apuntó con ocho años al coro infantil que dirigía en Saint-Palais. Más tarde estudió en el conservatorio de Bayona y aprendió canto lírico. Terminado el bachillerato, se licenció en Comercio.
Canta en euskera, francés, español y gascón. Ha publicado varios álbumes, algunos en solitario, y dos en colaboración con el coro de hombres Aizkoa. Su popularidad se vio aumentada por toda Francia después de aparecer cantando con otros grupos en el 6º episodio de la serie documental francesa Le Chœur du Village. La serie fue retransmitida en France 3 en abril de 2013.
También es conocida por cantar en tres ocasiones el himno nacional francés La marsellesa: en 2003 para el Campeonato Mundial de Atletismo en París; en 2009 para la Copa del Mundo de Baloncesto, y en 2010 durante un partido entre Francia y Argentina en la Rugby Union Test.
Su álbum Les Voix Basques ("Las Voces vascas") ha sido disco de oro en Francia después de vender más de 60,000 copias. Etchegoyen ha ofrecido conciertos en varios países, Argentina, Estados Unidos, Inglaterra, Irlanda y también en España, donde ha tocado en Madrid, Barcelona, Sevilla, Málaga y País Vasco. En 2014 realizó una gira con Basque eta Paz Tour, para extender su idea de paz para el País Vasco.
En 2018 Etchegoyen emprendió un peregrinaje desde su casa familiar de Saint-Palais hasta el cabo Finisterre para lanzarse a la búsqueda espiritual, fuente de inspiración, de la que nació su nuevo álbum 'Compostelle'. Todo lo que vio, escuchó y vivió en esa aventura ha nutrido este disco. A lo largo del camino Etchegoyen mantuvo un diario de viaje a través de sus redes sociales, donde compartió reflexiones y encuentros con otras personas y artistas.
"No es No / Ez da Ez" es el último tema de Etchegoyen, una canción que presenta con la cantante y actriz Itziar Ituño. Juntas protagonizan este tema, interpretado en tres idiomas (euskera, castellano y francés). 'No es No / Ez da Ez' forma parte de 'Emazte, un álbum que la propia Etchegoyen define como "el álbum de la mujer", editado por Decca/Universal.
Protagonizó la película documental Ainarak dirigida por Juan San Martín estrenada en 2021. Etchegoyen recrea el viaje realizado por las golondrinas alpargateras entre los años 1880 y 1930.

## Discografía

### Álbumes
En solitario
- Otentik (2006)
- Pachamama (2008)
- Adelante (2010)
- Compostelle (2018)
- Emazte (2020)

Anne Etchegoyen y el Coro Aizkoa
| Año  | Álbum            | Posiciones de cumbre |
| Año  | Álbum            | FR                   |
| ---- | ---------------- | -------------------- |
| 2013 | Les voix basques | 11                   |
| 2014 | Ongi etorri      | 54                   |

Otras colaboraciones
- Les voix célestes du Paga vasco chantent Noël (2005)